# Nati nel 1840
| Questa pagina contiene informazioni ricavate automaticamente dalle voci biografiche con l'ausilio del template Bio e di un bot. L'aggiornamento è periodico e automatico e ricostruisce completamente la pagina. Se manca una persona in questa lista, sei pregato di non aggiungerla, ma accertati piuttosto che la sua voce biografica contenga il template Bio e che i dati anagrafici siano correttamente compilati. Se il template Bio manca, inseriscilo tu stesso o, in alternativa, metti l'avviso {{tmp\|Bio}} che ne segnala la mancanza. Se i dati riportati sono sbagliati, correggi direttamente la voce biografica; le modifiche saranno visibili in questa lista entro pochi giorni. Per chiarimenti vedi il progetto biografie. La lista contiene solo le 457 persone che sono citate nell'enciclopedia e per le quali è stato implementato correttamente il template Bio. Pagina aggiornata al 18 ago 2025. |

## Gennaio(38)
- 1º gennaio - Chiaffredo Bergia, carabiniere italiano († 1892)
- 1º gennaio - Maria Antonietta Torriani, scrittrice italiana († 1920)
- 3 gennaio - Ludwig von Arco-Zinneberg, nobile, politico e filantropo tedesco († 1882)
- 3 gennaio - Damiano de Veuster, presbitero e missionario belga († 1889)
- 4 gennaio - James Hanham, scacchista statunitense († 1923)
- 6 gennaio - Charles Lavigne, missionario e vescovo cattolico francese († 1913)
- 6 gennaio - Aniceto dos Reis Gonçalves Viana, orientalista e scrittore portoghese († 1914)
- 8 gennaio - Carlo Andreoli, pianista e compositore italiano († 1908)
- 8 gennaio - Maria Chambefort, fotografa francese († 1893)
- 8 gennaio - William Dean, ingegnere britannico († 1905)
- 8 gennaio - Antonietta Fricci, soprano e mezzosoprano austriaco († 1912)
- 10 gennaio - Louis Nazaire Bégin, cardinale e arcivescovo cattolico canadese († 1925)
- 13 gennaio - Gumersindo de Azcarate, scrittore e politico spagnolo († 1917)
- 13 gennaio - Michael Haller, compositore e insegnante tedesco († 1915)
- 14 gennaio - Emilio Bozzano, compositore e organista italiano († 1918)
- 14 gennaio - Alberto Cerruti, generale e politico italiano († 1912)
- 14 gennaio - Hilarión Daza Groselle, politico boliviano († 1894)
- 16 gennaio - Edmund Guerrier, statunitense († 1921)
- 16 gennaio - Paolo Emilio Stasi, pittore e archeologo italiano († 1922)
- 17 gennaio - Salvatore Buscemi, politico e giurista italiano († 1913)
- 17 gennaio - Lorenzo Delleani, pittore italiano († 1908)
- 17 gennaio - Paolo Emilio Evangelisti, patriota italiano († 1897)
- 17 gennaio - Paul Meyer, filologo francese († 1917)
- 18 gennaio - Henry Austin Dobson, poeta britannico († 1921)
- 18 gennaio - Ernesto Pochintesta, pittore italiano († 1892)
- 18 gennaio - Alfred Percy Sinnett, saggista, giornalista e teosofo inglese († 1921)
- 19 gennaio - Mario Lamberti, generale e politico italiano († 1924)
- 20 gennaio - Domenico Cipolletti, matematico italiano († 1874)
- 21 gennaio - Sophia Jex-Blake, medico inglese († 1912)
- 23 gennaio - Ernst Abbe, ottico, fisico e astronomo tedesco († 1905)
- 23 gennaio - Ignaz Stolz, decoratore e pittore austriaco († 1907)
- 24 gennaio - Carlo Gargiolli, filologo italiano († 1887)
- 24 gennaio - Julia Duncan-Haldane, nobildonna inglese († 1915)
- 26 gennaio - Antonio Mattei, patriota e politico italiano († 1883)
- 26 gennaio - Édouard Vaillant, politico francese († 1915)
- 27 gennaio - Juan Crisóstomo Centurión, giornalista, educatore e diplomatico paraguaiano († 1909)
- 29 gennaio - Henry Rogers, imprenditore statunitense († 1909)
- 29 gennaio - Jacob H. Smith, generale statunitense († 1918)

## Febbraio(31)
- 2 febbraio - Louis Albert Bourgault-Ducoudray, compositore francese († 1910)
- 4 febbraio - Hiram Stevens Maxim, inventore statunitense († 1916)
- 5 febbraio - Joseph W. Abbott, compositore di scacchi britannico († 1923)
- 5 febbraio - John Boyd Dunlop, inventore e chirurgo britannico († 1921)
- 6 febbraio - Enrico Cairoli, patriota italiano († 1867)
- 6 febbraio - Guido Orazio Di Carpegna Falconieri, politico italiano († 1919)
- 8 febbraio - Élisabeth Turgeon, religiosa canadese († 1881)
- 9 febbraio - William Thomas Sampson, ammiraglio statunitense († 1902)
- 10 febbraio - Per Teodor Cleve, chimico e geologo svedese († 1905)
- 11 febbraio - Jonathan Jasper Wright, avvocato e magistrato statunitense († 1885)
- 12 febbraio - Johann Jakob Kneucker, teologo tedesco († 1909)
- 13 febbraio - Sophie Opel, imprenditrice tedesca († 1913)
- 15 febbraio - Giovanni Battista Figari, imprenditore italiano († 1914)
- 15 febbraio - Titu Liviu Maiorescu, letterato, critico letterario e politico rumeno († 1917)
- 18 febbraio - Jean Charlet-Straton, alpinista francese († 1918)
- 18 febbraio - Francesco Paternostro, politico e prefetto italiano († 1913)
- 19 febbraio - Marie de Castellane, nobildonna francese († 1915)
- 19 febbraio - Andrew Ryan McGill, politico statunitense († 1905)
- 22 febbraio - August Bebel, politico e scrittore tedesco († 1913)
- 23 febbraio - Vsevolod Krestovskij, scrittore russo († 1895)
- 23 febbraio - Giovanni Scanzi, scultore italiano († 1915)
- 24 febbraio - Jean-Baptiste Berthier, presbitero francese († 1908)
- 24 febbraio - Baldovina Vestri, patriota italiana († 1931)
- 25 febbraio - Otto Liebmann, filosofo tedesco († 1912)
- 26 febbraio - Fernando Franzolini, medico italiano († 1905)
- 28 febbraio - Ignazio Cerio, medico, archeologo e naturalista italiano († 1921)
- 28 febbraio - Carl Menger, economista austriaco († 1921)
- 28 febbraio - Remigio Piva, patriota e politico italiano († 1919)
- 29 febbraio - Giulio Adamoli, ingegnere, patriota e politico italiano († 1926)
- 29 febbraio - John Philip Holland, ingegnere irlandese († 1914)
- 29 febbraio - Theodor Leber, oculista tedesco († 1917)

## Marzo(34)
- 3 marzo - Capo Giuseppe, condottiero nativo americano († 1904)
- 4 marzo - Alphonse Moutte, pittore francese († 1913)
- 5 marzo - Constance Fenimore Woolson, scrittrice statunitense († 1894)
- 8 marzo - Franco Faccio, direttore d'orchestra e compositore italiano († 1891)
- 8 marzo - Giacomo Grecis, militare italiano († 1861)
- 8 marzo - Eduard von Knorr, ammiraglio tedesco († 1920)
- 9 marzo - Henri Cazalis, poeta e medico francese († 1909)
- 10 marzo - Ascanio Branca, patriota e politico italiano († 1903)
- 10 marzo - Fanny Van de Grift, avventuriera statunitense († 1914)
- 10 marzo - Charles Augustus Howell, mercante d'arte portoghese († 1890)
- 10 marzo - Guido Tacchinardi, compositore e teorico musicale italiano († 1917)
- 12 marzo - Paolo Carlo Francesco Origo, vescovo cattolico italiano († 1928)
- 13 marzo - Antoine Lumière, pittore e fotografo francese († 1911)
- 13 marzo - Jane Maria Strachey, attivista e scrittrice britannica († 1928)
- 15 marzo - Lazzaro De Maestri, pittore italiano († 1910)
- 16 marzo - José Gabriel del Rosario Brochero, presbitero argentino († 1914)
- 17 marzo - Carlo Borgatta, politico italiano († 1914)
- 17 marzo - Henri Didon, religioso e scrittore francese († 1900)
- 17 marzo - Michele Lacava, chirurgo, storico e patriota italiano († 1896)
- 20 marzo - Franz Mertens, matematico polacco († 1927)
- 21 marzo - Francišak Bahuševič, poeta, scrittore e avvocato bielorusso († 1900)
- 22 marzo - Giuseppe Macherione, poeta e patriota italiano († 1861)
- 23 marzo - Louis-Émile Bertin, ingegnere navale francese († 1924)
- 23 marzo - Pietro di Nocera, presbitero e nobile italiano († 1911)
- 24 marzo - Isidoro Maggi, politico, avvocato e imprenditore italiano († 1884)
- 25 marzo - Myles Keogh, militare irlandese († 1876)
- 26 marzo - Giovanni Battista Billia, avvocato e politico italiano († 1910)
- 26 marzo - Gustave Guillaumet, pittore francese († 1887)
- 26 marzo - George Smith, assiriologo britannico († 1876)
- 27 marzo - Tommaso Burato, fotografo dalmata († 1910)
- 28 marzo - Emin Pascià, medico, naturalista e esploratore tedesco († 1892)
- 29 marzo - Matteo Albertone, generale italiano († 1919)
- 30 marzo - Charles Booth, sociologo britannico († 1916)
- 31 marzo - Benjamin Baker, ingegnere inglese († 1907)

## Aprile(29)
- 1º aprile - Illarion Michajlovič Prjanišnikov, pittore russo († 1894)
- 2 aprile - Carlo Desideri, scienziato italiano († 1878)
- 2 aprile - Émile Zola, scrittore, giornalista e saggista francese († 1902)
- 5 aprile - Francesco Speranzini, patriota e militare italiano († 1923)
- 6 aprile - Vasilij Vasil'evič Junker, esploratore russo († 1892)
- 6 aprile - Fulco Luigi Ruffo-Scilla, cardinale italiano († 1895)
- 7 aprile - Angelo De Gubernatis, etnologo, linguista e orientalista italiano († 1913)
- 9 aprile - Praskov'ja Sergeevna Ščerbatova, storica e archeologa russa († 1924)
- 11 aprile - Norman von Heldreich Farquhar, ammiraglio statunitense († 1907)
- 11 aprile - Paul Janson, politico belga († 1913)
- 11 aprile - Theodor von Jürgensen, medico tedesco († 1907)
- 12 aprile - Carlos Machado de Bittencourt, ufficiale e politico brasiliano († 1897)
- 12 aprile - Ernesto Di Broglio, politico italiano († 1918)
- 12 aprile - Franz Xaver Haberl, scrittore, musicologo e organista tedesco († 1910)
- 13 aprile - Ludwig Mauthner, oculista austriaco († 1894)
- 14 aprile - Briton Rivière, pittore britannico († 1920)
- 14 aprile - Isabella Stewart Gardner, collezionista d'arte e mecenate statunitense († 1924)
- 15 aprile - Nikolaj Andreevič Išutin, rivoluzionario russo († 1879)
- 15 aprile - William Beauclerk, X duca di St. Albans, nobile, politico e ufficiale inglese († 1898)
- 17 aprile - Antonio Allegretti, scultore italiano († 1918)
- 17 aprile - Hippolyte Bernheim, medico e neurologo francese († 1919)
- 20 aprile - Odilon Redon, pittore e incisore francese († 1916)
- 20 aprile - Michele Torraca, giornalista e politico italiano († 1906)
- 21 aprile - Johann Santner, alpinista austro-ungarico († 1912)
- 23 aprile - Max Haushofer, scrittore, economista e giurista tedesca († 1907)
- 24 aprile - Carlo d'Ormeville, drammaturgo, librettista e critico musicale italiano († 1924)
- 27 aprile - Edward Whymper, alpinista inglese († 1911)
- 29 aprile - Carlo Marangoni, fisico italiano († 1925)
- 30 aprile - Edward Hobart Seymour, ammiraglio britannico († 1929)

## Maggio(37)
- 1º maggio - Arnold Ludwig Gotthilf Heller, anatomista tedesco († 1913)
- 1º maggio - Charles Jacobus, giocatore di roque statunitense († 1922)
- 1º maggio - Eugenio Ravà, patriota italiano († 1901)
- 3 maggio - Carl Toldt, anatomista austriaco († 1920)
- 5 maggio - Teofilo Patini, pittore italiano († 1906)
- 5 maggio - Oronzo Quarta, magistrato e politico italiano († 1934)
- 7 maggio - Pëtr Il'ič Čajkovskij, compositore russo († 1893)
- 7 maggio - Marko Kropyvnyc'kyj, scrittore, drammaturgo e regista teatrale ucraino († 1910)
- 8 maggio - Karl Schönborn, chirurgo tedesco († 1906)
- 9 maggio - Cesare Maccari, pittore e scultore italiano († 1919)
- 9 maggio - Nicola di Oldenburg, duca († 1886)
- 9 maggio - Carlo Alberto Quigini Puliga, ammiraglio e politico italiano († 1913)
- 9 maggio - Blanche d'Antigny, cantante e attrice teatrale francese († 1874)
- 11 maggio - Filippo Capocci, organista e compositore italiano († 1911)
- 12 maggio - George Cadogan, V conte Cadogan, politico britannico († 1915)
- 12 maggio - Marie-Léonie Paradis, religiosa canadese († 1912)
- 13 maggio - Alphonse Daudet, scrittore e drammaturgo francese († 1897)
- 13 maggio - Gustav von Hüfner, chimico tedesco († 1908)
- 15 maggio - Ernest Callot, dirigente sportivo e traduttore francese († 1912)
- 15 maggio - Leopoldo Maggi, biologo, zoologo e geologo italiano († 1905)
- 15 maggio - George Ernest Shelley, geologo e ornitologo britannico († 1910)
- 18 maggio - Andrew Kerins, religioso irlandese († 1915)
- 19 maggio - Louis-Marie Faudacq, artista francese († 1916)
- 19 maggio - Vitaliano Poselli, architetto italiano († 1918)
- 19 maggio - Riccardo Predelli, storico e archivista italiano († 1909)
- 21 maggio - Camille Alphonse Faure, ingegnere francese († 1898)
- 21 maggio - Stefano Giuliano Messaggi, militare e patriota italiano († 1866)
- 21 maggio - William Gordon Stables, scrittore e medico scozzese († 1910)
- 22 maggio - Antonio Winspeare, politico e prefetto italiano († 1913)
- 24 maggio - Giulio Bianchi, politico italiano († 1898)
- 24 maggio - Margherita di Sassonia, principessa († 1858)
- 25 maggio - Jean Charles Cazin, pittore, scultore e ceramista francese († 1901)
- 27 maggio - Lars Fredrik Nilson, chimico svedese († 1899)
- 28 maggio - Hans Makart, pittore austriaco († 1884)
- 28 maggio - Gaetano de Martini, pittore italiano († 1917)
- 30 maggio - Anton Hubert Fischer, cardinale e arcivescovo cattolico tedesco († 1912)
- 31 maggio - Arturo Moradei, pittore italiano († 1901)

## Giugno(35)
- 1º giugno - Jules Cotard, neurologo francese († 1889)
- 1º giugno - Prospero Piatti, pittore italiano († 1902)
- 2 giugno - Thomas Hardy, poeta e scrittore britannico († 1928)
- 3 giugno - Thomas Francis Gilroy, politico irlandese († 1911)
- 3 giugno - William Henry Gladstone, politico britannico († 1891)
- 3 giugno - Michael O'Laughlen, criminale statunitense († 1867)
- 3 giugno - Jean-Louis Pindy, operaio e attivista francese († 1917)
- 4 giugno - Alois Beer, fotografo austriaco († 1916)
- 6 giugno - Giuseppe Leonardi, patriota italiano († 1911)
- 6 giugno - John Stainer, compositore, musicista e insegnante inglese († 1901)
- 7 giugno - Carlotta del Belgio, imperatrice belga († 1927)
- 8 giugno - Manuel de Arriaga, politico portoghese († 1917)
- 9 giugno - Ak'ak'i Tsereteli, poeta e scrittore georgiano († 1915)
- 10 giugno - Alois Kirnig, pittore ceco († 1911)
- 10 giugno - Augusto Pierantoni, giurista e politico italiano († 1911)
- 11 giugno - William Henry Conley, religioso statunitense († 1897)
- 11 giugno - Percy Smith, topografo e etnologo neozelandese († 1922)
- 12 giugno - Antonio Rinaldi, giurista e politico italiano († 1898)
- 13 giugno - Domenico Bruschi, pittore italiano († 1910)
- 13 giugno - Camilla Urso, violinista e docente francese († 1902)
- 14 giugno - Vittorio Betteloni, poeta italiano († 1910)
- 16 giugno - May Alcott, artista statunitense († 1879)
- 16 giugno - Egidio Osio, generale italiano († 1902)
- 16 giugno - Ernst Otto Schlick, ingegnere tedesco († 1913)
- 17 giugno - Secondo Giovanni Calzoni, patriota italiano († 1919)
- 20 giugno - Valentino Baldissera, presbitero e storico italiano († 1906)
- 20 giugno - Gerald Edmund Boyle, militare irlandese († 1927)
- 21 giugno - Heinrich Brunner, storico austriaco († 1915)
- 24 giugno - Louis Brassin, pianista, compositore e docente belga († 1884)
- 24 giugno - Émile Duclaux, biologo e fisico francese († 1904)
- 24 giugno - Giovanni Petronio Russo, inventore, saggista e artista italiano († 1910)
- 25 giugno - Michail Michajlovič Golicyn, generale russo († 1918)
- 25 giugno - Oscar Jacobsen, chimico tedesco († 1889)
- 27 giugno - Tancredi Saletta, militare italiano († 1909)
- 30 giugno - John Pratt, III marchese di Camden, politico inglese († 1872)

## Luglio(25)
- 1º luglio - Giuseppe Maria Salvi Cristiani, insegnante e politico italiano († 1900)
- 4 luglio - Eugenio Tano, pittore e patriota italiano († 1914)
- 6 luglio - Giorgio Piccoli, patriota e politico italiano († 1924)
- 6 luglio - José María Velasco, pittore messicano († 1912)
- 8 luglio - August Leskien, linguista e filologo tedesco († 1916)
- 9 luglio - William Freeman Vilas, politico statunitense († 1908)
- 13 luglio - Antonio Celotti, politico italiano († 1904)
- 14 luglio - Raffaele Riviello, presbitero e storico italiano († 1897)
- 15 luglio - Edilio Raggio, imprenditore e politico italiano († 1906)
- 16 luglio - Zakarine, re laotiano († 1904)
- 17 luglio - Édouard André, architetto del paesaggio e botanico francese († 1911)
- 17 luglio - Gustav Huguenin, medico e patologo svizzero († 1920)
- 18 luglio - Giovanni Arcangeli, botanico italiano († 1921)
- 19 luglio - José Manuel Balmaceda, politico cileno († 1891)
- 20 luglio - Werner von Alvensleben-Neugattersleben, politico prussiano († 1929)
- 21 luglio - Paulin Martin, biblista e orientalista francese († 1890)
- 24 luglio - Abraham Goldfaden, drammaturgo russo († 1908)
- 24 luglio - Benedetto Ponticelli, patriota e politico italiano († 1899)
- 27 luglio - Edoardo Arbib, patriota, politico e giornalista italiano († 1906)
- 27 luglio - Ranald Slidell MacKenzie, generale statunitense († 1889)
- 27 luglio - Auguste Serraillier, operaio francese
- 27 luglio - Gaspare De Marinis, anarchico italiano († 1893)
- 28 luglio - Edward Drinker Cope, paleontologo, erpetologo e ittiologo statunitense († 1897)
- 28 luglio - George Burritt Sennett, ornitologo statunitense († 1900)
- 29 luglio - Simon Baruch, medico prussiano († 1921)

## Agosto(24)
- 1º agosto - Franz Simandl, contrabbassista e pedagogista ceco († 1912)
- 2 agosto - Gustave Léon Niox, generale francese († 1921)
- 4 agosto - Alessandro Sanminiatelli Zabarella, cardinale italiano († 1910)
- 5 agosto - Giovanni Finardi, politico italiano († 1904)
- 6 agosto - Adolph Francis Alphonse Bandelier, archeologo statunitense († 1914)
- 6 agosto - John Stewart-Murray, VII duca di Atholl, nobile scozzese († 1917)
- 7 agosto - Donato Di Marzo, avvocato e politico italiano († 1911)
- 8 agosto - Ermanno Mosterts, imprenditore e dirigente d'azienda tedesco († 1922)
- 10 agosto - John Fullerton, ammiraglio inglese († 1918)
- 10 agosto - Károly Hornig, cardinale e vescovo cattolico ungherese († 1917)
- 11 agosto - Gustavo Frizzoni, critico d'arte italiano († 1919)
- 11 agosto - Giuseppe Marino Garibotto, patriota e militare italiano († 1892)
- 14 agosto - Richard von Krafft-Ebing, psichiatra e neurologo tedesco († 1902)
- 20 agosto - Rodolfo Manganaro, politico italiano († 1893)
- 20 agosto - Rocco Bruno Murizzi, scultore italiano († 1918)
- 21 agosto - Taddeo Grandi, patriota e scrittore italiano († 1909)
- 23 agosto - Gabriel von Max, pittore tedesco († 1915)
- 24 agosto - Ingeborg Bronsart von Schellendorf, compositrice e pianista tedesca († 1913)
- 25 agosto - Eugène Trutat, fotografo, alpinista e naturalista francese († 1910)
- 25 agosto - João Zeferino da Costa, pittore brasiliano († 1915)
- 26 agosto - Ivan Dolinar, editore, giornalista e politico austro-ungarico († 1886)
- 28 agosto - Pietro Berruti, vescovo cattolico italiano († 1921)
- 28 agosto - Ira D. Sankey, compositore e cantante statunitense († 1908)
- 29 agosto - Cándido López, pittore argentino († 1902)

## Settembre(33)
- 1º settembre - Giusto Dacci, compositore italiano († 1915)
- 2 settembre - Emilia Dilke, scrittrice, storica dell'arte e sindacalista britannica († 1904)
- 2 settembre - Nicolò Melodia, politico italiano († 1929)
- 2 settembre - Giovanni Verga, scrittore, drammaturgo e politico italiano († 1922)
- 3 settembre - Giuseppe Respighi, pianista italiano († 1923)
- 4 settembre - Egidio De Maulo, pittore italiano († 1922)
- 4 settembre - Guglielmo di Orange-Nassau, principe olandese († 1879)
- 5 settembre - Raffaele Mariano, filosofo e storico italiano († 1912)
- 6 settembre - Edwin Felix Thomas Atkinson, entomologo irlandese († 1890)
- 6 settembre - William Henry Harrison Miller, politico e avvocato statunitense († 1917)
- 7 settembre - Sisowath, re cambogiano († 1927)
- 9 settembre - Pompeo Cambiasi, musicologo e politico italiano († 1908)
- 9 settembre - Nicola Ricciuti, magistrato e politico italiano († 1910)
- 12 settembre - Giovanni Gottardi, avvocato e politico italiano († 1915)
- 12 settembre - Ramón Martínez y Vigil, vescovo cattolico spagnolo († 1904)
- 12 settembre - Severino Sani, politico italiano († 1919)
- 13 settembre - Édouard Caspari, astronomo e ingegnere navale francese († 1918)
- 14 settembre - Zéphirin Camélinat, operaio e politico francese († 1932)
- 14 settembre - Camillo Miola, pittore italiano († 1919)
- 16 settembre - Giuseppe Cadenazzi, avvocato e politico italiano († 1914)
- 16 settembre - Menotti Garibaldi, politico e militare italiano († 1903)
- 19 settembre - G.C. Spencer, arciere statunitense († 1904)
- 20 settembre - Theophil Noack, zoologo e insegnante tedesco († 1918)
- 21 settembre - Murad V, sultano ottomano († 1904)
- 23 settembre - Henri-Léopold Lévy, pittore francese († 1904)
- 24 settembre - Stefano Gatti-Casazza, imprenditore, militare e politico italiano († 1918)
- 25 settembre - Filippo Carcano, pittore italiano († 1914)
- 25 settembre - Annie Chapman, britannica († 1888)
- 27 settembre - Alfred Thayer Mahan, ammiraglio statunitense († 1914)
- 27 settembre - Thomas Nast, illustratore statunitense († 1902)
- 28 settembre - George Wilbur Peck, politico, militare e editore statunitense († 1916)
- 30 settembre - Johan Svendsen, compositore, direttore d'orchestra e violinista norvegese († 1911)
- 30 settembre - Jean-Georges Vibert, pittore e drammaturgo francese († 1902)

## Ottobre(38)
- 1º ottobre - Michael Logue, cardinale e arcivescovo cattolico irlandese († 1924)
- 4 ottobre - Cesare Airaghi, militare italiano († 1896)
- 4 ottobre - Viktor Karlovič Knorre, astronomo russo († 1919)
- 4 ottobre - Charles Lenepveu, compositore e insegnante francese († 1910)
- 5 ottobre - Giovanni II del Liechtenstein, sovrano († 1929)
- 5 ottobre - John Addington Symonds, critico letterario, poeta e storico dell'arte inglese († 1893)
- 5 ottobre - Vilhelm Topsøe, scrittore danese († 1881)
- 5 ottobre - Valdemaro Vecchi, editore e tipografo italiano († 1906)
- 9 ottobre - Simeon Solomon, pittore inglese († 1905)
- 11 ottobre - Adolf Bernhard Meyer, antropologo, ornitologo e entomologo tedesco († 1911)
- 12 ottobre - Luigi Bodio, economista e statistico italiano († 1920)
- 12 ottobre - Benedetto Bonazzi, arcivescovo cattolico e grecista italiano († 1915)
- 12 ottobre - Ersilia Caetani Lovatelli, archeologa italiana († 1925)
- 12 ottobre - Helena Modjeska, attrice polacca († 1909)
- 13 ottobre - Mosè Bianchi, pittore italiano († 1904)
- 14 ottobre - Friedrich Kohlrausch, fisico tedesco († 1910)
- 14 ottobre - Dmitrij Ivanovič Pisarev, saggista e giornalista russo († 1868)
- 15 ottobre - Iakob Gogebashvili, pedagogista georgiano († 1912)
- 15 ottobre - August Mau, archeologo tedesco († 1909)
- 15 ottobre - Ferdinand Sarrien, politico francese († 1915)
- 15 ottobre - David Sharp, medico e entomologo inglese († 1922)
- 16 ottobre - Kuroda Kiyotaka, politico giapponese († 1900)
- 16 ottobre - Enrique Antonio de Ossó y Cervelló, presbitero spagnolo († 1896)
- 17 ottobre - André Gill, illustratore francese († 1885)
- 18 ottobre - Roberto Stagno, tenore italiano († 1897)
- 18 ottobre - Michele Tedeschi Rizzone, politico, patriota e militare italiano († 1898)
- 19 ottobre - Angelo Graffagni, politico italiano († 1910)
- 19 ottobre - Giuseppe Maccari, poeta italiano († 1867)
- 20 ottobre - Domenico Costantino, scultore italiano († 1915)
- 21 ottobre - Charles Triplett O'Ferrall, politico statunitense († 1905)
- 24 ottobre - Eliza Pollock, arciera statunitense († 1919)
- 24 ottobre - Paul Viollet, storico, archivista e bibliotecario francese († 1914)
- 27 ottobre - Vittorio Imbriani, scrittore italiano († 1886)
- 28 ottobre - Juan Bautista Gill, politico paraguaiano († 1877)
- 28 ottobre - Victor Derély, traduttore e scrittore francese († 1904)
- 28 ottobre - Filippo Florena, avvocato e politico italiano († 1915)
- 28 ottobre - Diogène Maillart, pittore francese († 1926)
- 30 ottobre - William Graham Sumner, sociologo statunitense († 1910)

## Novembre(40)
- 1º novembre - Santo Bertelli, pittore e scultore italiano († 1892)
- 1º novembre - Giacomo Doria, naturalista, botanico e politico italiano († 1913)
- 1º novembre - Fatma Sultan, principessa ottomana († 1884)
- 1º novembre - Arthur Guinness, I barone Ardilaun, imprenditore, politico e filantropo irlandese († 1915)
- 1º novembre - Gaspare Lavaggi, attore teatrale e impresario teatrale italiano († 1898)
- 1º novembre - Ernesto Rayper, pittore e incisore italiano († 1873)
- 2 novembre - Michael Felix Korum, vescovo cattolico tedesco († 1921)
- 2 novembre - Victorino de la Plaza, politico e avvocato argentino († 1919)
- 4 novembre - Adolfo Borgognoni, poeta, scrittore e critico letterario italiano († 1893)
- 4 novembre - Dmitrij Vladimirovič Karakozov, rivoluzionario russo († 1866)
- 4 novembre - Vincenzo Massabò, avvocato e politico italiano († 1915)
- 8 novembre - Nathan Rothschild, I barone Rothschild, banchiere e politico britannico († 1915)
- 9 novembre - Roberto d'Orléans, principe e militare francese († 1910)
- 10 novembre - Cesare Paoli, archivista, paleografo e diplomatista italiano († 1902)
- 12 novembre - Auguste Rodin, scultore e pittore francese († 1917)
- 13 novembre - Giuseppe Luigi Beneventano, imprenditore e politico italiano († 1934)
- 13 novembre - Carlo Cerruti, avvocato e politico italiano († 1904)
- 14 novembre - Claude Monet, pittore francese († 1926)
- 15 novembre - Aleksej Nikolaevič Apuchtin, poeta e romanziere russo († 1893)
- 16 novembre - Charles Edward Barber, medaglista statunitense († 1917)
- 16 novembre - Henry Cros, pittore, scultore e ceramista francese († 1907)
- 16 novembre - Henry Markham, politico statunitense († 1923)
- 16 novembre - Francesco Sforza Cesarini, politico, patriota e militare italiano († 1899)
- 17 novembre - Arvède Barine, scrittrice, critica letteraria e storica francese († 1908)
- 19 novembre - Aleksandr Kovalevskij, zoologo russo († 1901)
- 20 novembre - Augustin Avrial, politico francese († 1904)
- 20 novembre - Carlo Cantoni, storico della filosofia e politico italiano († 1906)
- 21 novembre - Vittoria di Sassonia-Coburgo-Gotha, principessa inglese († 1901)
- 22 novembre - Émile Lemoine, matematico francese († 1912)
- 23 novembre - Luigi Luciani, cardiologo e fisiologo italiano († 1919)
- 23 novembre - Pierre-Louis Vescoz, prete, giornalista e naturalista italiano († 1925)
- 24 novembre - John Brashear, astronomo statunitense († 1920)
- 24 novembre - Enrico Paternò Castello di Carcaci, politico italiano († 1908)
- 25 novembre - Luigi Formiga, patriota italiano († 1919)
- 25 novembre - Sava Grujić, militare e politico serbo († 1913)
- 28 novembre - Cirillo VIII Geha, vescovo cattolico e patriarca cattolico siriano († 1916)
- 29 novembre - Rhoda Broughton, scrittrice inglese († 1920)
- 29 novembre - Paolo Cesa Bianchi, architetto e ingegnere italiano († 1920)
- 29 novembre - Carlo Giacomini, medico, antropologo e anatomista italiano († 1898)
- 30 novembre - Wilhelm Heinrich Erb, neurologo tedesco († 1921)

## Dicembre(33)
- 1º dicembre - Marie Bracquemond, pittrice francese († 1916)
- 2 dicembre - Francesco Saverio Gargiulo, magistrato e giurista italiano († 1922)
- 2 dicembre - Angiolo Mascagni, politico italiano († 1915)
- 3 dicembre - Jules Claretie, scrittore, storico e giornalista francese († 1913)
- 3 dicembre - Francis Kilvert, scrittore inglese († 1879)
- 4 dicembre - Julio Calcaño, scrittore, critico letterario e giornalista venezuelano († 1918)
- 6 dicembre - Nicolás Levalle, generale e politico italiano († 1902)
- 6 dicembre - Achille Mapelli, patriota, avvocato e politico italiano († 1894)
- 7 dicembre - Hermann Goetz, compositore tedesco († 1876)
- 8 dicembre - Francesco Gondrand, imprenditore italiano († 1926)
- 8 dicembre - Charles George Herbermann, bibliotecario e docente tedesco († 1916)
- 11 dicembre - Giannetto Cavasola, politico italiano († 1922)
- 12 dicembre - Agostino Barbini, bibliotecario, pubblicista e funzionario italiano († 1902)
- 13 dicembre - Theodor von Hörmann, pittore, militare e docente austriaco († 1895)
- 14 dicembre - Viktor Madarász, pittore ungherese († 1917)
- 16 dicembre - Enrico Panzacchi, poeta, critico d'arte e politico italiano († 1904)
- 18 dicembre - Victor Jaclard, politico francese († 1903)
- 18 dicembre - Louis Lartet, geologo e paleontologo francese († 1899)
- 19 dicembre - Giulio Ricordi, editore musicale italiano († 1912)
- 20 dicembre - Kazimierz Alchimowicz, pittore polacco († 1916)
- 20 dicembre - Sol Star, politico e imprenditore statunitense († 1917)
- 22 dicembre - Izydor Lotto, violinista e docente polacco († 1927)
- 23 dicembre - José Antonio Plancarte y Labastida, presbitero messicano († 1898)
- 24 dicembre - Amilcare Malagola, cardinale e arcivescovo cattolico italiano († 1895)
- 24 dicembre - Alessandro Natale Medici, militare e patriota italiano († 1889)
- 25 dicembre - Joséphine Houssay, pittrice e litografa francese († 1914)
- 25 dicembre - Pietro Scaratti, patriota e militare italiano († 1912)
- 27 dicembre - Francesco Petronio, medico e politico italiano († 1895)
- 28 dicembre - Roberto Galli, patriota, politico e editore italiano († 1931)
- 29 dicembre - Anton Dohrn, zoologo tedesco († 1909)
- 29 dicembre - Girolamo Masini, scultore italiano († 1885)
- 29 dicembre - Alfonso Simonetti, pittore italiano († 1892)
- 31 dicembre - Giuseppe Palumbo, politico e ammiraglio italiano († 1913)

## Senza giorno specificato(60)
- Antonio Allegretti, attore teatrale italiano († 1899)
- Benjamin Altman, imprenditore, collezionista d'arte e mecenate statunitense († 1913)
- Orazio Andreoni, scultore e mercante d'arte italiano († 1895)
- Arakaki Seishō, artista marziale e maestro di karate giapponese († 1918)
- Jakub Arbes, scrittore ceco († 1918)
- Arsenio il Cappadoce, monaco cristiano greco († 1924)
- Baldassarre Avanzini, giornalista e scrittore italiano († 1905)
- Giuseppe Barberis, incisore italiano († 1917)
- François Borne, flautista e compositore francese († 1920)
- Henri de Braekeleer, pittore belga († 1888)
- Stefano Brilla, scultore italiano († 1910)
- James Carpenter, astronomo britannico († 1899)
- Cavallo Americano, nativo americano († 1908)
- Riccardo Cessi, pittore italiano († 1913)
- Francesco Ciappei, fotografo italiano
- Gustav Paul Closs, pittore tedesco († 1870)
- Pietro Codronchi, poeta italiano († 1878)
- Charles Caryl Coleman, pittore statunitense († 1928)
- Victor Contamin, ingegnere francese († 1893)
- Antonio Conti, medico e politico italiano († 1933)
- Bartolomeo D'Albertis, imprenditore italiano († 1937)
- Dedë Gjo Luli, militare albanese († 1915)
- Basilio Emilio Desiderati, patriota italiano († 1866)
- Srpouhi Dussap, scrittrice armena († 1901)
- Émile Victor Duval, operaio, attivista e generale francese († 1871)
- Henri Duveyrier, esploratore francese († 1892)
- Eliya XIV Abulyonan († 1894)
- Mustafa Fahmi, politico e militare egiziano († 1914)
- Fan Zhiyong, insegnante cinese († 1922)
- Manuel María Flores, scrittore e poeta messicano († 1885)
- Augusto Franchetti, storico italiano († 1905)
- Richard Knill Freeman, architetto inglese († 1904)
- Gaetano Gobbo, generale italiano († 1923)
- Federico Gusumpaur, lessicografo italiano
- Achille-Antoine Hermitte, architetto francese († 1870)
- Teuhe, regina († 1891)
- Paul Wilhelm Anton Krüger, giurista tedesco († 1926)
- Liu Shijun, insegnante cinese († 1910)
- Alexander van Millingen, storico, letterato e pittore inglese († 1915)
- Marina Mora, ballerina italiana († 1926)
- Matías Moreno González, pittore e scultore spagnolo († 1906)
- Alessandro Mori, religioso italiano († 1914)
- Timothy O'Sullivan, fotografo statunitense († 1882)
- Alessandro Palma di Cesnola, militare, diplomatico e archeologo italiano († 1914)
- Giuseppe Pennaroli, tipografo e editore italiano († 1899)
- Silvio Poma, pittore italiano († 1932)
- Ren Bonian, pittore cinese († 1896)
- Pietro Sacconi, mercante e esploratore italiano († 1883)
- Pippo Tamburri, attore teatrale e poeta italiano († 1915)
- Tommaso Terrinoni, presbitero italiano († 1912)
- Otto Wilhelm Thomé, botanico, illustratore e pedagogo tedesco († 1925)
- Marianna Moro Lin, attrice teatrale italiana († 1879)
- Giuseppe Turchi, pittore italiano († 1895)
- Calisto Veratti, politico italiano († 1889)
- Hermann Wagner, geografo tedesco († 1929)
- Yaa Asantewaa, regina ghanese († 1921)
- Yin Fu, insegnante cinese († 1909)
- 'A'isha al-Taymur, attivista e scrittrice egiziana († 1902)
- Custódio de Melo, politico brasiliano († 1902)
- Heinrich von Angeli, pittore austriaco († 1925)